# Villberga distrikt
Villberga distrikt är ett distrikt i Enköpings kommun och Uppsala län. 
Distriktet ligger sydost om Enköping. 

## Tidigare administrativ tillhörighet
Distriktet inrättades 2016 och utgörs av socknen Villberga i Enköpings kommun.
Området motsvarar den omfattning Villberga församling hade vid årsskiftet 1999/2000.